# Ходули
Ходули́ (біл. Хадулы) — село в складі Оршанського району розташоване в Вітебської області Білорусі. Село підпорядковане Зубревицькій сільській раді.
Веска Ходули розташована на півночі Білорусі, в південній частині Вітебської області.